# Partido Lobería
Lobería ist ein Partido an der Atlantikküste der Provinz Buenos Aires in Argentinien. Laut einer Schätzung von 2019 hat der Partido 18.224 Einwohner auf 4.755 km². Der Verwaltungssitz ist die Ortschaft Lobería.

## Orte
- Lobería (Verwaltungssitz)
- San Manuel
- Tamangueyú
- Licenciado Matienzo
- Pieres
- Arenas Verdes

## Wirtschaft
Die Wirtschaft von der Partido wird von der touristischen Sommersaison (Dezember–Februar) dominiert, in der zehntausende Urlauber aus Buenos Aires und dem Großraum Buenos Aires an die Atlantikküste kommen. In der restlichen Zeit des Jahres sind die wichtigsten wirtschaftlichen Aktivitäten vor allem mit der Landwirtschaft und der Viehzucht verbunden.